# Sesquiterpè

El pirofosfat de farnesil és el precursor biosintètic dels sesquiterpens

Els sesquiterpens són una classe de terpens que consten de tres unitats d'isoprè i tenen la fórmula molecular C15H24. Com els monoterpens, els sesquiterpens poden ser acíclics o contenir anells incloent moltes combinacions úniques. Les modificacions bioquímiques com l'oxidació o el rearranjament produeixen els sesquiterpenoids, que hi estan relacionats, com per exemple l'òxid de cariofilè o el farnesol. Com els monoterpens, també són volàtils a temperatura ambient, tot i que en menor mesura, ja que tenen un pes molecular un 50% superior als primers.
Els sesquiterpens es troben a la natura, majoritàriament en plantes, insectes i fongs, tot i que també es poden trobar (a diferència dels monoterpens) en determinats vertebrats. Actuen com semioquímics, per exemple agents de defensa (alguns són verinosos per als herbívors) o comunicació entre insectes i plantes.